# کانتارو سوگا
کانتارو سوگا (انگلیسی: Kantarō Suga; ۱۲ دسامبر ۱۹۳۴ – ۱۶ مارس ۱۹۹۴) هنرپیشه اهل ژاپن بود.
از فیلم‌ها یا برنامه‌های تلویزیونی که وی در آن نقش داشته‌است می‌توان به شمشیر دیو، یازده سامورایی اشاره کرد.